# Durchlass

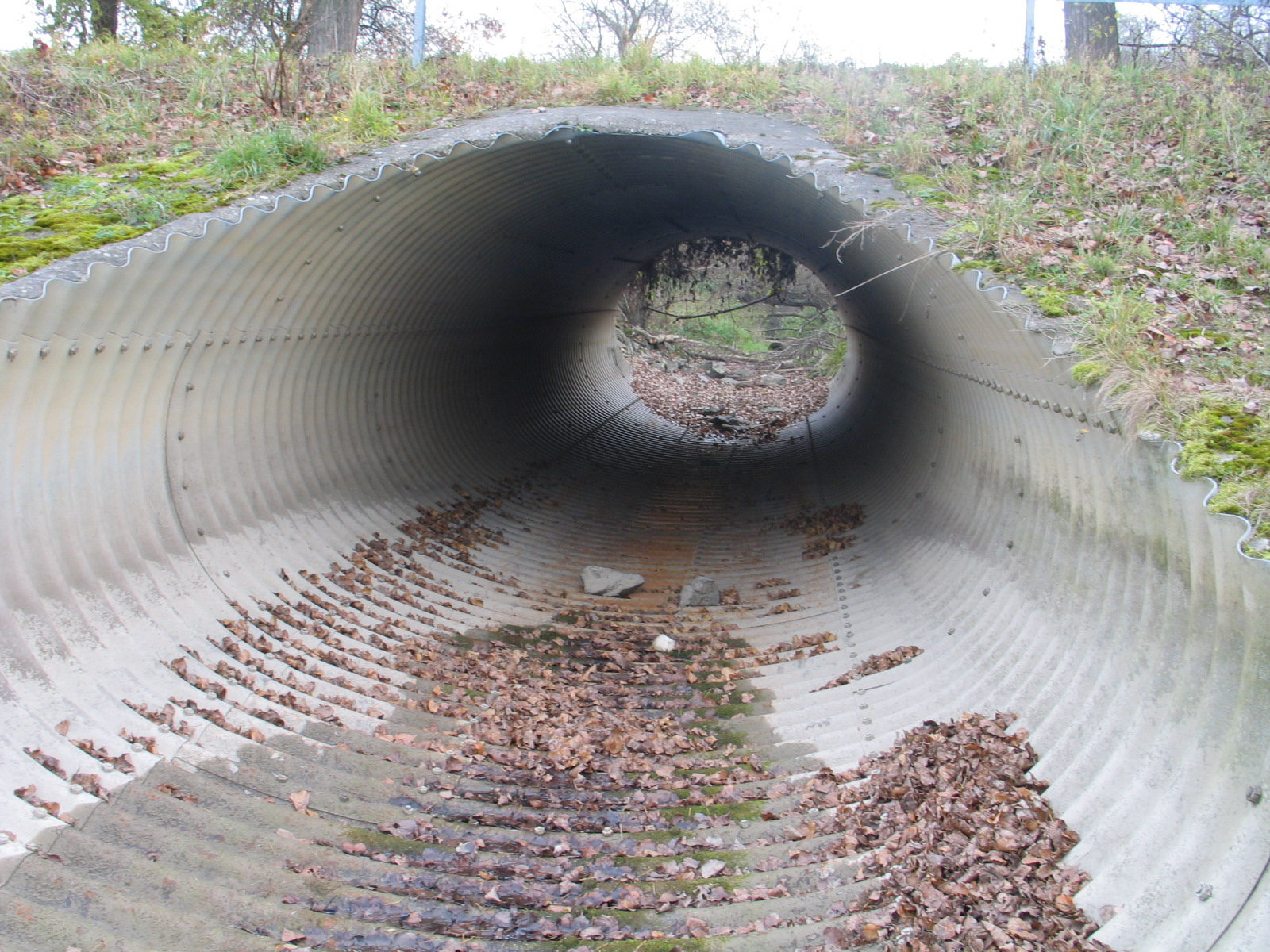
Wellstahl-Rohrdurchlass bei Hockenheim

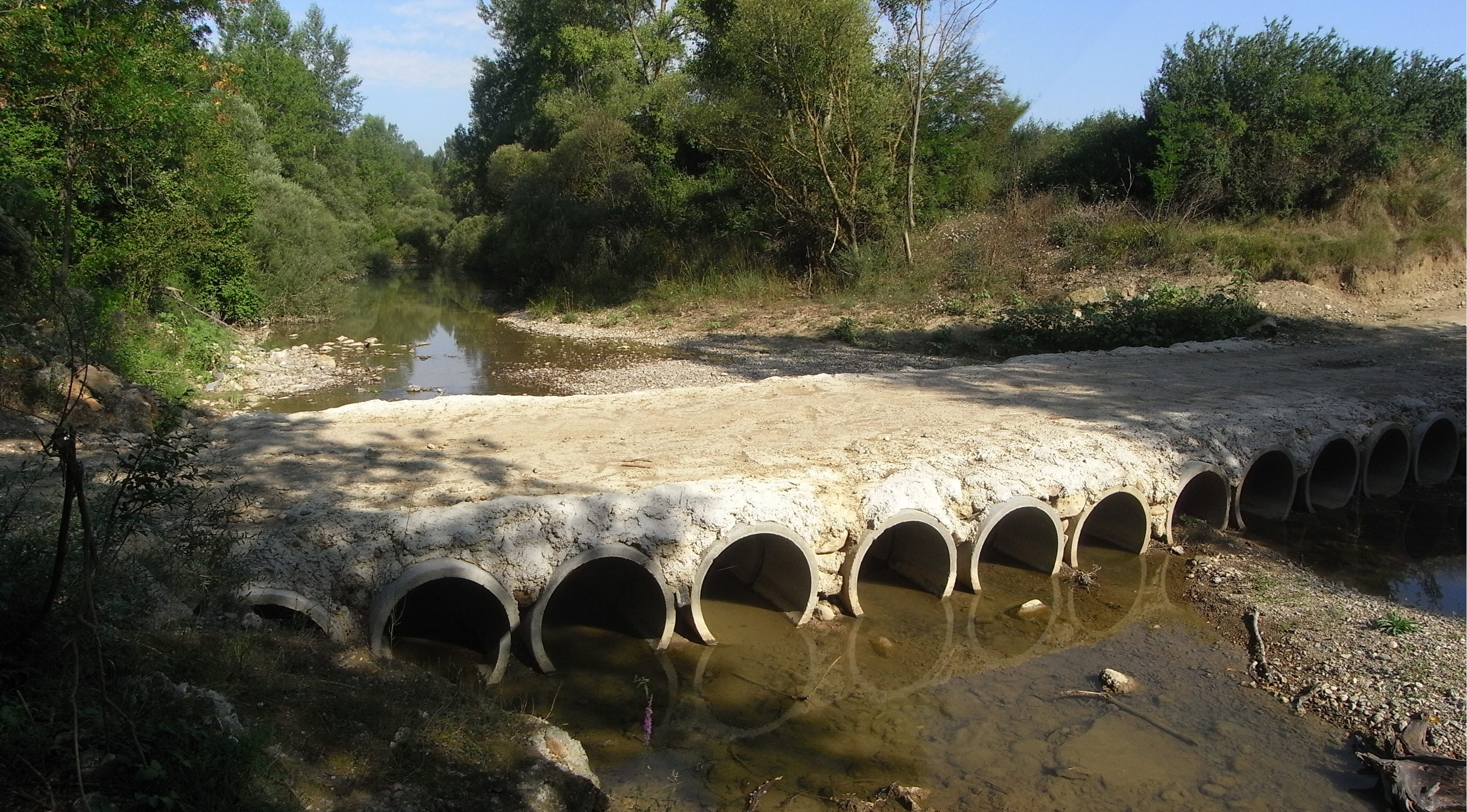
Mehrfachdurchlass am Feccia in der Toskana

Ein Durchlass durch eine Mauer, einen Damm, ein Verkehrsbauwerk o. ä. hat nach DIN 1076 eine lichte Weite von weniger als 2 Metern.
Bei größerer Weite spricht man von einer Unterführung über der sich dann eine Überführung oder Brücke befindet.
Ein Durchlass zum Durchtritt von Wasser wird auch als Dole bezeichnet.
Ein Düker ist eine Dole zur niveaugleichen Kreuzung zwischen Wasserlauf und Verkehrsweg, indem das Wasser erst abwärts und dann wieder aufwärts geführt wird. Ein Durchlass hingegen läuft leer, wenn kein Wasser nachfließt.
Ein Ökodurchlass oder Ökostollen ist ein Durchlass eines Hochwasserrückhaltebeckens, der für Fische und andere Tiere passierbar ist.
Ein Durchlass kann den Durchgang von Personen ermöglichen, in den meisten Fällen handelt es sich jedoch um eine Verrohrung oder ähnliche Öffnung im Damm eines Verkehrsweges (z. B. Bahndämmen), die den Durchfluss von Wasser oder den Durchgang von kleineren Tieren ermöglicht.

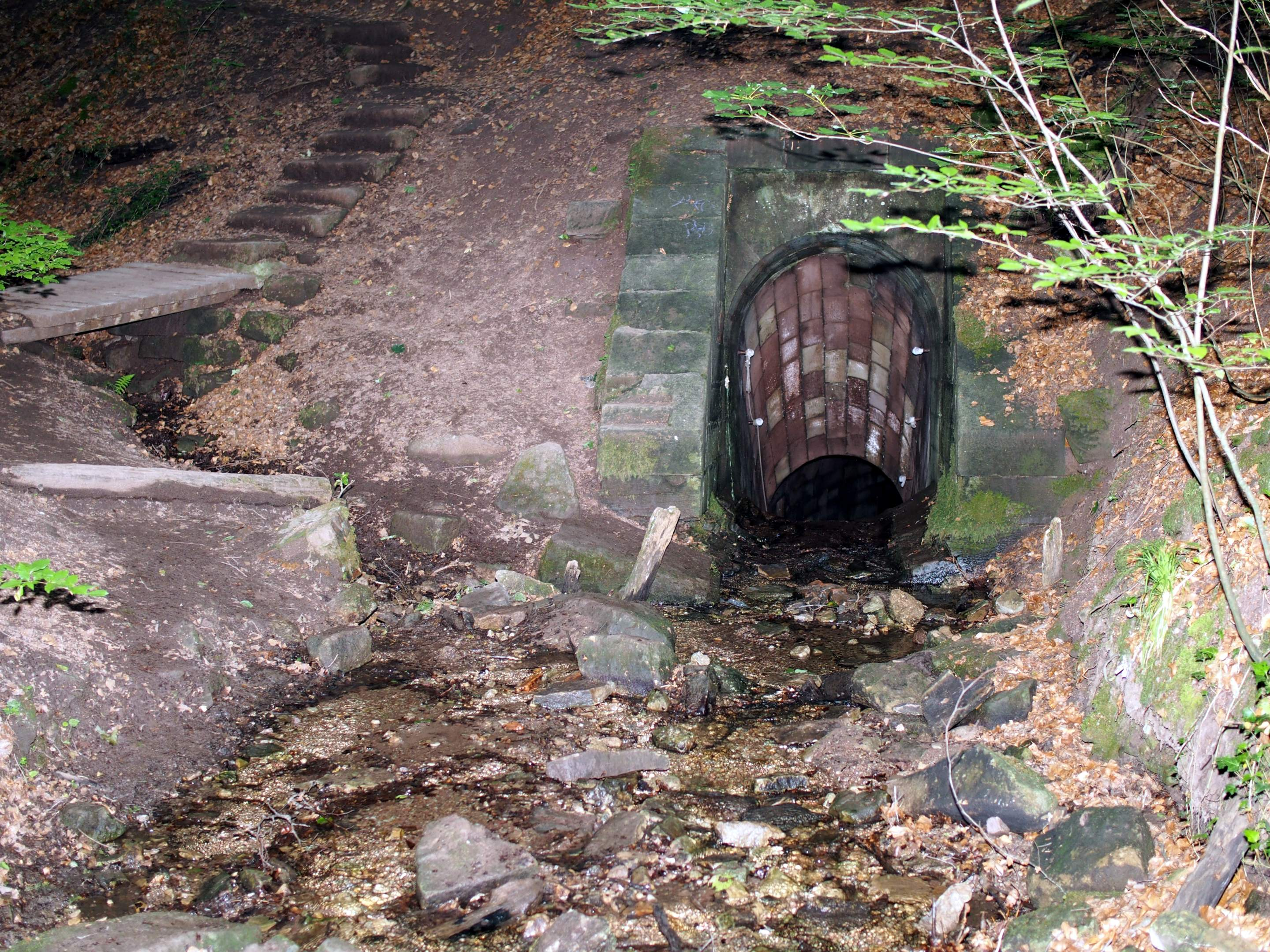
Stollen durch den Damm der Bahnstrecke Stuttgart–Horb, der hier über den Heslacher Wasserfällen aufgeschüttet ist

Durchlässe werden gebaut, um kleineren Bächen das Passieren eines Dammes zu ermöglichen, aber auch, um zu verhindern, dass sich das bei Niederschlägen anfallende Wasser auf einer Dammseite anstaut und den Verkehrsweg unterspült.
Nach den Richtlinien für die Anlage von Straßen – Teil: Entwässerung (RAS-Ew) sollen Durchlässe folgende Mindestabmessungen haben:
| Unter Wirtschaftswegen                        | DN 400 |
| Unter Straßen (außer Bundesfernstraßen)       | DN 500 |
| Unter Überführungsrampen an Bundesfernstraßen | DN 500 |
| Unter Bundesfernstraßen                       | DN 800 |